# Carlos David Moreno
Carlos David Moreno Hernandez, né le 14 juin 1986 à Merida (Espagne) est un footballeur espagnol évoluant au poste de défenseur centre au SD Huesca.